# Crevillente Deportivo
El Crevillente Deportivo es un club de fútbol español de la ciudad de Crevillente (Alicante). Fue fundado en 1955 y se desempeña en la Lliga Comunitat (Grupo II).

## Historia
El Crevillente Deportivo nace tras la desaparición de los clubes existentes en la época: la Unión Iberia C.F. y el Crevillente C.F..
En 1925 el Elche CF disputó su primer encuentro oficial ante el Crevillente en tierras ilicitanas, venciendo el Elche por 2-0. Enrique Miralles Miralles fue un el presidente del Crevillente Deportivo durante más de 12 años, y en la actualidad además de poseer el estadio su nombre, se celebra el Memorial Enrique Miralles.En la temporada 2012-2013 el Crevillente Deportivo descendía a la división de preferente de la comunidad valenciana del grupo IV tras una mala temporada en tercera división.En la temporada siguiente recupera la categoría y la mantiene en la actualidad.

## Palmarés

### Trofeos Amistosos
- Trofeo Against Modern Football: (1) 2021

## Presidentes
- Enrique Miralles Miralles.
- Juan Manuel Asensi (2005/06).
- Enrique Ortolá.
- Alfredo Pérez Galipienso (2007/08).
- José Antonio Pérez Hernández (2008/09).
- Enrique Ortolá (2009).
- José Antonio Lledó Lozano (2009/2021).
- Ricardo Ruiz González  (2021/actualidad).

## Himno
La letra del himno del Crevillente Deportivo fue escrita por Ricardo Tejada y la música compuesta por Ramón Más López.

## Uniforme
- Uniforme titular: Camiseta blanquiazul, pantalón azul, medias azules.
- Uniforme alternativo: Camiseta roja, pantalón rojo, medias rojas.

## Estadio

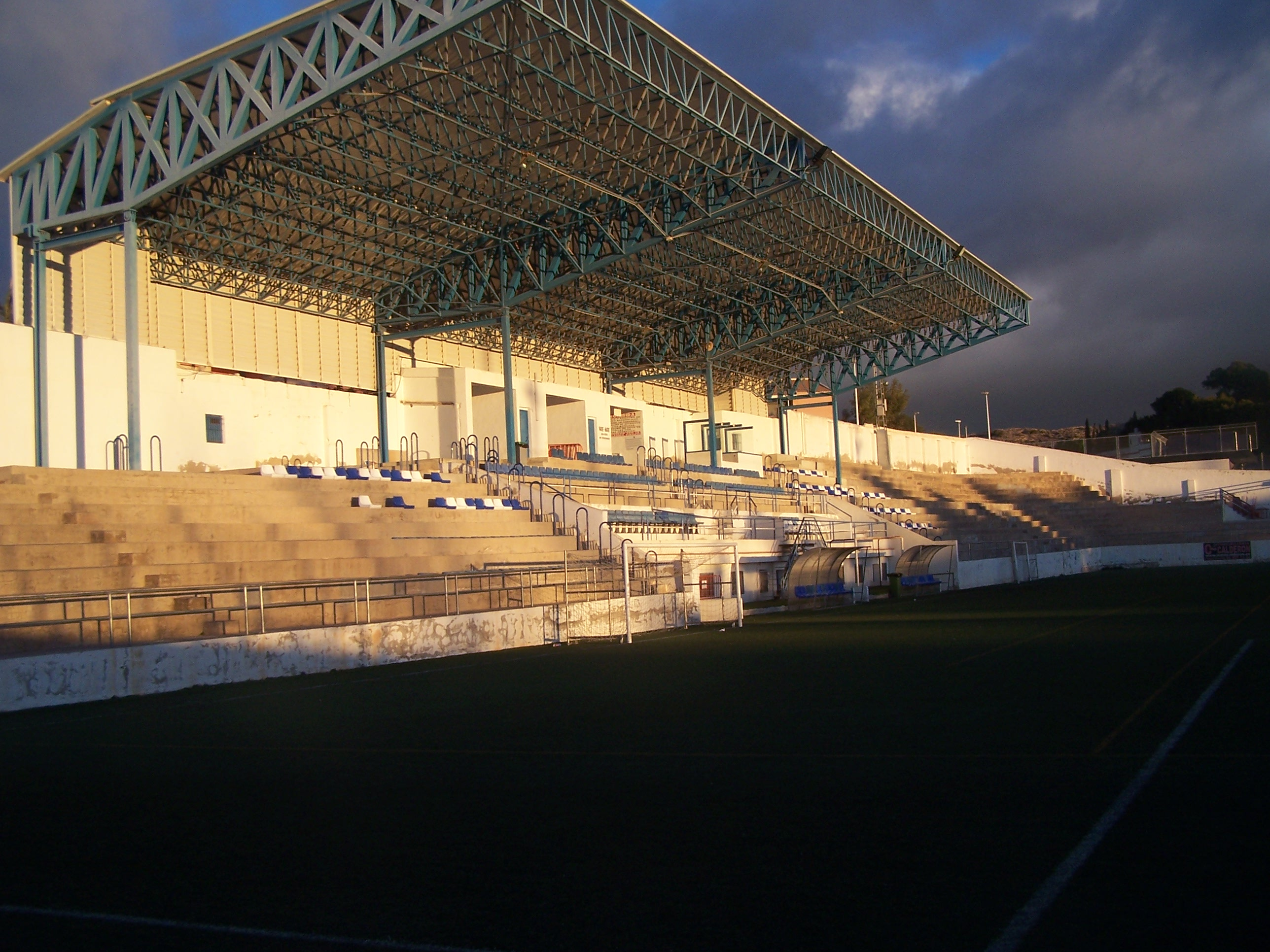
Municipal Enrique Miralles Miralles

El Estadio Municipal Enrique Miralles Miralles es un estadio que cuenta con una grada lateral amplia y techada desde 2007. Uno de los fondos posee una mitad con grada, el fondo norte y la parte frontal a la grada no posee espacio para espectadores. En 2007 el campo sufrió una profunda remodelación, donde el terreno de juego pasó de césped a césped artificial, se construyó el techamiento de la grada y el denominó el estadio con el nombre actual, ya que anteriormente su nombre era de Campo Municipal de Crevillente. Su actual nombre, lo recibe de Enrique Miralles Miralles, expresidente del club, que estuvo más de doce años al frente y fue el constructor del actual campo en los años 1970.

## Datos del club
- Temporadas en Primera División: 0
- Temporadas en Segunda División: 0
- Temporadas en Segunda División B: 0
- Temporadas en Tercera División: 18.

## Organigrama deportivo

### Cronología de los entrenadores
- Ramón Noguera (2005/06).
- Joaquín Más Davó (2007/08).
- Segundo Amorós (2008/09).
- Manuel Quesada (2009/2010).
- José Ramón López Vicente (2009/2010).
- Migueli y Ramón Noguera (2009/2010).
- Joaquín Mas Davó (2011/2012).
- Marcelino Giménez Rocamora (2012).
- Frank Castelló (2013/2014).
- José Manuel Mas Valle (2014/actualidad).

## Otras secciones y filiales

### Crevillente Deportivo B
El Crevillente Deportivo "B" es el equipo filial del Crevillente Deportivo. En la temporada 2006/07 ascendió a Primera Regional de la Comunidad Valenciana, categoría en la que disputa sus partidos, concretamente en el Grupo VII. En la temporada 2012/2013 el Crevillente Deportivo "B" descendía a la segunda regional de la Comunidad Valenciana